# Delavayella serrata
Delavayella serrata är en bladmossart som beskrevs av Franz Stephani. Delavayella serrata ingår i släktet Delavayella och familjen Delavayellaceae. Inga underarter finns listade i Catalogue of Life.